# Jeřeň (tvrz)
Jeřeň je zaniklá tvrz ve stejnojmenné vesnici u Valče v okrese Karlovy Vary. Zachovalo se po ní okrouhlé tvrziště. Od roku 1964 je chráněna jako kulturní památka.

## Historie
První písemná zmínka o vesnici pochází z roku 1280, kdy zde sídlil purkrabí Konrád Třebovský. O jedenáct let později je zmiňován Oldřich z Jeřně. Samotná tvrz se v pramenech objevuje poprvé v roce 1321, kdy patřila Evanovi z Jeřně, který pocházel z rodu vladyků z Nečtin. Jeho synové Evan a Heřman spolu s Jeřní vlastnili také Skytaly až do roku 1382, kdy své panství prodali pánům z Rýzmburka, z nichž je v roce 1407 připomínán zchudlý Boreš z Oseka. V roce 1476 byl pánem tvrze Jan Vykart ze Šanova, jehož potomek Aleš je na tvrzi zmiňován ještě roku 1558. Po něm následoval Vykart, který zemřel před rokem 1585. Jeho pět synů Jeřeň prodalo Janu Valdemarovi z Lobkovic, který ji připojil k Valči.

## Stavební podoba
Dochované tvrziště má okrouhlý půdorys o průměru čtyřicet metrů. Centrální pahorek obepínal vodní příkop, který se částečně dochoval na východní straně. Archeologický výzkum provedený v roce 1997 na ploše pahorku odhalil artefakty ze třináctého až šestnáctého století, stopy požáru a základy zděné stavby s pravděpodobně čtvercovým půdorysem o rozměrech 10 × 10 metrů a silou zdiva 280 centimetrů. Polozřícené sklepy pochází nejspíše až z devatenáctého století.

## Přístup
Tvrziště se nachází na pozemku domu čp. 23 a není volně přístupné. Vesnicí vede cyklotrasa č. 2152 z Blatna do Valče.